# Miljenko Žuborski
Miljenko Popović - Žuborski (Beograd, 1938 — Beograd, 19. mart 2020) bio je srpski književnik.

## Biografija
Diplomirao je na Filozofskom fakultetu u Beogradu, na odseku za psihologiju. Radio je deset godina kao profesor psihologije u Hemijskoj školi u Beogradu. Bio je član je Udruženja književnika Srbije od 1966. godine, a pisanjem se bavio još od studentskih dana.
Objavio je brojne knjige poezije i proze za koje je nebrojeno puta nagrađivan. Za prvu zbirku pesama „Knjiga žalbe“ koju je objavio 1970. godine dobio je Srebrnu sirenu u Budvi na Jugoslovenskom festivalu satire i humora.
Ljuba Moljac je zasmejavao tekstovima koje je napisao Miljenko Žuborski. Poznat је po tome što je pisao za humorističko-satirični časopis „Jež“. Periodično je objavljivao tekstove u raznim listovima i časopisima. Od 2003. u dnevnim novinama Blic svake subote objavljivao je po 2 pesme i 10 aforizama. Pored pisanja bavio se i kabaretskim nastupima, komponovanjem muzike za svoje stihove, te bio autor i izvođač svojih pesama na raznim medijima.

## Dela
1. Knjiga žalbe (1970)
2. Ole, vole (1977)
3. Cirkus zvani ciklus (1978)
4. Ooo ruk srce (1981)
5. Ugovor sa đavolom (1983)
6. Devojka koja mrda ušima (1986)
7. Zezopis od zverinjaka (1991)
8. Svatovi (1995)
9. Životopis (1996)
10. Povest o caru pernatom (1996)
11. Žubor (1996)
12. Rečnik i zezoslov (2000)
13. Spomenik od zaborava (2004)
14. Na pogrešnoj strani motke (2006)
15. Mastilo od kiše (2006)
16. Na pogrešnoj strani motke (2008)
17. Živa bića u kući od pića (2009)
18. Živa bića u kući od pića (2009)
19. Rastanak sa praznom flašom (2010)
20. Knjiga od Babine kože (2020)